# آنی لنکس
آنی لِنِکس (به انگلیسی: Annie Lennox) (زادهٔ ۲۵ دسامبر ۱۹۵۴) نوازندهٔ فلوت و سازهای کلاویه‌ای و خواننده-ترانه‌سرای اهل اسکاتلند است. او به‌عنوان یکی از اعضای گروه دونفرهٔ یوریتمیکس نیز شناخته شده‌است.

## سال‌های آغازین
لنکس که زادهٔ ابردین اسکاتلند است از کودکی فراگیری پیانو و فلوت را آغاز کرد. در نوجوانی موفق شد از آکادمی سلطنتی موسیقی لندن بورس تحصیلی دریافت کند، اما پیش از به‌پایان رساندن تحصیلات‌اش، مدرسهٔ موسیقی را رها کرد. برای چند سال بعدی در لندن باقی‌ماند و شغل‌های مختلفی را تجربه کرد تا این‌که در سال ۱۹۷۵، زمانی‌که در یک رستوران کار می‌کرد با دیو استیوارت گیتاریست آشنا شد. استیوارت که در آن زمان در گروهی به‌نام لانگ‌دنسر ساز می‌زد به لنکس پیشنهاد کرد به گروه تازه‌تاسیس او که با یک ترانه‌سرا به‌نام پیت کومبز تشکیل داده‌بود بپیوندد. آن‌ها تحت نام آن گروه که د توریستس نام داشت از ۱۹۷۹ تا ۱۹۸۰، سه آلبوم منتشر کردند که یکی از ترانه‌های آن‌ها به‌نام «فقط می‌خواهم با تو باشم» تا ردهٔ چهارم جدول پرفروش‌ترین تک‌آهنگ‌های بریتانیا صعود کرد.

## یوریتمیکس
در دوران همکاری لنکس با توریستس، او و استیوارت دلباختهٔ یکدیگر شدند و پس از اختلاف‌هایی که بین اعضای گروه پیش آمد، توریستس را ترک کردند و گروه خودشان با نام یوریتمیکس را تشکیل دادند. در سال‌های آغازین دههٔ ۱۹۸۰، یوریتمیکس تبدیل به یکی از محبوب‌ترین گروه‌های موج نو شد و برخی ترانه‌های آن‌ها مانند «رویاهای شیرین»، «اینجا دوباره باران می‌آید»، «اون دختر کیه؟» و «عشق یک غریبه است» هم در بریتانیا و هم در ایالات متحده بسیار موفق بودند.
در سال ۱۹۸۶ ترانهٔ «میسیونر» از آلبوم ۶اُم آن‌ها به‌نام انتقام، جایزهٔ گرمی «بهترین اجرای راک دونفره یا گروهی همراه با آواز» را نصیب لِنِکس و استیوارت کرد.

## پس از یوریتمیکس
در سال ۱۹۹۰ و پس از انتشار آلبوم ناموفق ما هم یکی هستیم، لنکس اعلام کرد که به‌خاطر بچه‌دار شدن به‌مدت ۲ سال از فعالیت‌های موسیقی کناره‌گیری خواهد کرد. در این دوره یوریتمیکس منحل شد، لنکس بچه‌دار شد و کار بر روی اولین آلبوم شخصی‌اش با نام دیوا را آغاز کرد. دیوا در سال ۱۹۹۲ با تک‌آهنگ‌های موفق «راه رفتن روی شیشه شکسته» و «چرا؟» روانهٔ بازار شد. «راه رفتن روی شیشهٔ شکسته» تا ردهٔ چهاردهم و «چرا؟» تا ردهٔ ۳۴اُم بیلبورد ۱۰۰ صعود کردند و آلبوم جایگاه بیست و سوم بیلبورد ۲۰۰ را به‌خود اختصاص داد، نامزد دریافت ۳ گرَمی شد و فقط در آمریکا بیش از ۲۰۰۰۰۰۰ نسخه فروش کرد. ترانهٔ «Long Form» از آلبوم دیوا جایزهٔ گرَمی «بهترین موزیک ویدئوی سال» را برای لِنِکس به ارمغان آورد.
در ماه مارس ۱۹۹۵ دومین آلبوم شخصی لِنِکس با نام مدوسا منتشر شد. مدوسا تا ردهٔ یازدهم بیلبورد ۲۰۰ صعود کرد و تا پایان همان سال گواهینامهٔ پلاتین دریافت کرد. ترانهٔ «No More I Love You's»‏ که در قالب یکی از تک‌آهنگ‌های آلبوم مدوسا منتشر شد با اقبال فراوان همراه شد به شکلی که در بریتانیا به‌مدت ۲ هفتهٔ متوالی دومین تک‌آهنگ پرفروش بود و در آمریکا تا ردهٔ بیست و سوم جدول پرفروش‌ترین تک‌آهنگ‌ها صعود کرد. این ترانه در ۳۸اُمین دورهٔ جوایز گرَمی، جایزهٔ «بهترین اجرای آواز پاپ خوانندهٔ زن» را دریافت کرد.
پس از آن لِنِکس تا چند سال بیشتر وقت‌اش را به پرورش فرزندش و پرداختن به فعالیت‌های بشردوستانه اختصاص داد. پس از گذشت ۸ سال از انتشار مدوسا و در سال ۲۰۰۳، سومین آلبوم استودیویی لِنِکس به‌نام آشکار روانهٔ بازار شد. وبگاه آل میوزیک از این آلبوم به‌عنوان یکی از قوی‌ترین و شخصی‌ترین آثار لِنِکس در دوران فعالیت موسیقی‌اش یاد کرده‌است. خود لِنِکس هم در متنی که در دفترچهٔ همراه آلبوم وجود داشت قطعه‌های آن آلبوم را «عمیقاً شخصی و احساسی» و «در معرض نمایش گذاشتن درونیات‌اش» در جایگاه یک بانوی جاافتاده، توصیف کرده بود. آشکار در زمان انتشارش در آمریکا تا ردهٔ چهارم بیلبورد ۲۰۰ صعود کرد و برای ۲۰ هفته در آن جدول حضور داشت. آلبوم در بریتانیا نیز تا ردهٔ سوم جدول پرفروش‌ترین آلبوم‌ها صعود کرد و برای ۱۴ هفتهٔ متوالی در آن جدول باقی‌ماند.
در سال ۲۰۰۴ وی توانست جایزه اسکار بهترین آهنگ تیتراژ را برای آهنگ "into the west" دریافت کند، "into the west" آهنگ پایانی فیلم ارباب حلقه‌ها: بازگشت پادشاه است. او این جایزه را به صورت مشترک با هاوارد شور و فران ولش دریافت کرد.
ترانه‌های کشتار جمعی چهارمین آلبوم استودیویی لِنِکس بود که در اکتبر ۲۰۰۷ منتشر شد. او در این آلبوم بیشتر به بیان نگرانی‌های‌اش در مواردی هم‌چون ایدز، مسائل زیست‌محیطی و فقر پرداخته‌بود. اما ترانه‌های این آلبوم به‌هیچ وجه «سیاسی» نیستند و بیشتر «شخصی» به‌شمار می‌آیند. ترانه‌های کشتار جمعی در زمان انتشارش در آمریکا تا ردهٔ ۹اُم بیلبورد ۲۰۰ صعود کرد و برای ۱۰ هفته در آن جدول حضور داشت. این آلبوم در بریتانیا نیز در هفتهٔ اول انتشارش جایگاه ۷اُم جدول پرفروش‌ترین آلبوم‌ها را به‌خود اختصاص داد و برای ۴ هفتهٔ متوالی در آن جدول باقی‌ماند.
پنجمین و آخرین آلبوم لِنِکس که یک آلبوم کریسمسی است در نوامبر ۲۰۱۰ و با نام کورنوکوپیای کریسمس روانهٔ بازار شده‌است. این آلبوم دربرگیرندهٔ ۱۲ ترانه‌است که ۱۱تای آن‌ها بازخوانی ترانه‌های سنتی کریسمس از دیگر هنرمندان موسیقی هستند و فقط ترانهٔ ۱۲اُم به‌نام «کودک جهانی» را خود لِنِکس سروده‌است.